# Виња Гранде (Рим)
Виња Гранде је насеље у Италији у округу Рим, региону Лацио.
Према процени из 2011. у насељу је живело 400 становника. Насеље се налази на надморској висини од 465 м.